# 賴恩鎮區 (明尼蘇達州羅索縣)
賴恩鎮區（英語：Reine Township）是位於美國明尼蘇達州羅索縣的一個行政鎮區。

## 地方資料
賴恩鎮區的面積為93.69平方千米，當中陸地面積為93.47平方千米，而水域面積為0.22平方千米。根據2020年美國人口普查的數據，當地共有人口94人，而人口密度為每平方千米1人。